# Resolutie 1856 Veiligheidsraad Verenigde Naties
Resolutie 1856 van de Veiligheidsraad van de Verenigde Naties werd unaniem door de VN-Veiligheidsraad aangenomen op 22 december 2008 en verlengde de VN-vredesmacht in Congo-Kinshasa met een jaar.

## Achtergrond
In 1994 braken in de Democratische Republiek Congo etnische onlusten uit die onder meer werden veroorzaakt door de vluchtelingenstroom uit de buurlanden Rwanda en Burundi. In 1997 beëindigden rebellen de lange dictatuur van Mobutu en werd Kabila de nieuwe president. In 1998 escaleerde de burgeroorlog toen andere rebellen Kabila probeerden te verjagen. Zij zagen zich gesteund door Rwanda en Oeganda.  Toen hij in 2001 omkwam bij een mislukte staatsgreep werd hij opgevolgd door zijn zoon. Onder buitenlandse druk werd afgesproken verkiezingen te houden die plaatsvonden in 2006 en gewonnen werden door Kabila. Intussen zijn nog steeds rebellen actief in het oosten van Congo en blijft de situatie er gespannen.

## Inhoud

### Waarnemingen
De Veiligheidsraad veroordeelde de militaire acties van de CNDP-rebellengroep die vele vluchtelingen had veroorzaakt in Noord-Kivu, de aanvallen van het Verzetsleger van de Heer in Orientale en de hervatte vijandelijkheden door gewapende groepen in Ituri. Die gewapende groepen stonden vrede in Congo in de weg. Dat land moest haar leger hervormen en gewapende groepen erin integreren.

### Handelingen
De MONUC-vredesmacht in het oosten van Congo werd verlengd tot 31 december 2009. Tot dan bleef de sterkte van 19.815 militairen, 760 militaire waarnemers, 391 man politiepersoneel en 1050 agenten geautoriseerd. De vredesmacht werd gevraagd van de crisis in de Kivu-provincies haar hoogste prioriteit te maken en ook speciale aandacht te geven aan het vele seksueel geweld.
Op Congo en Rwanda werd ook aangedrongen stappen te zetten om de spanningen in de regio te doen afnemen. Samen met Burundi en Oeganda werd op beide landen verder aangedrongen samen het grensprobleem en de schendingen van het wapenembargo aan te pakken. Ook moesten ze iets doen aan de illegale handel in natuurlijke rijkdommen.

## Verwante resoluties
- Resolutie 1809 Veiligheidsraad Verenigde Naties
- Resolutie 1843 Veiligheidsraad Verenigde Naties
- Resolutie 1857 Veiligheidsraad Verenigde Naties
- Resolutie 1896 Veiligheidsraad Verenigde Naties (2009)

Lijst ·  1795 ·  1796 ·  1797 ·  1798 ·  1799 ·  1800 ·  1801 ·  1802 ·  1803 ·  1804 ·  1805 ·  1806 ·  1807 ·  1808 ·  1809 ·  1810 ·  1811 ·  1812 ·  1813 ·  1814 ·  1815 ·  1816 ·  1817 ·  1818 ·  1819 ·  1820 ·  1821 ·  1822 ·  1823 ·  1824 ·  1825 ·  1826 ·  1827 ·  1828 ·  1829 ·  1830 ·  1831 ·  1832 ·  1833 ·  1834 ·  1835 ·  1836 ·  1837 ·  1838 ·  1839 ·  1840 ·  1841 ·  1842 ·  1843 ·  1844 ·  1845 ·  1846 ·  1847 ·  1848 ·  1849 ·  1850 ·  1851 ·  1852 ·  1853 ·  1854 ·  1855 ·  1856 ·  1857 ·  1858 ·  1859